# Agia Irini (Argostoli)
Agia Irini (griechisch Αγία Ειρήνη (f. sg.) – ‚Heilige Irene‘) ist ein Dorf mit dem Status einer Ortsgemeinschaft im Gemeindebezirk Elios-Proni der Gemeinde Argostoli auf der griechischen Insel Kefalonia. Der Ort ist im Südosten der Insel gelegen und hat 314 Einwohner.
| 1981 | 1991 | 2001 | 2011 |
| ---- | ---- | ---- | ---- |
| 284  | 306  | 363  | 314  |